# M65 (フィールドジャケット)

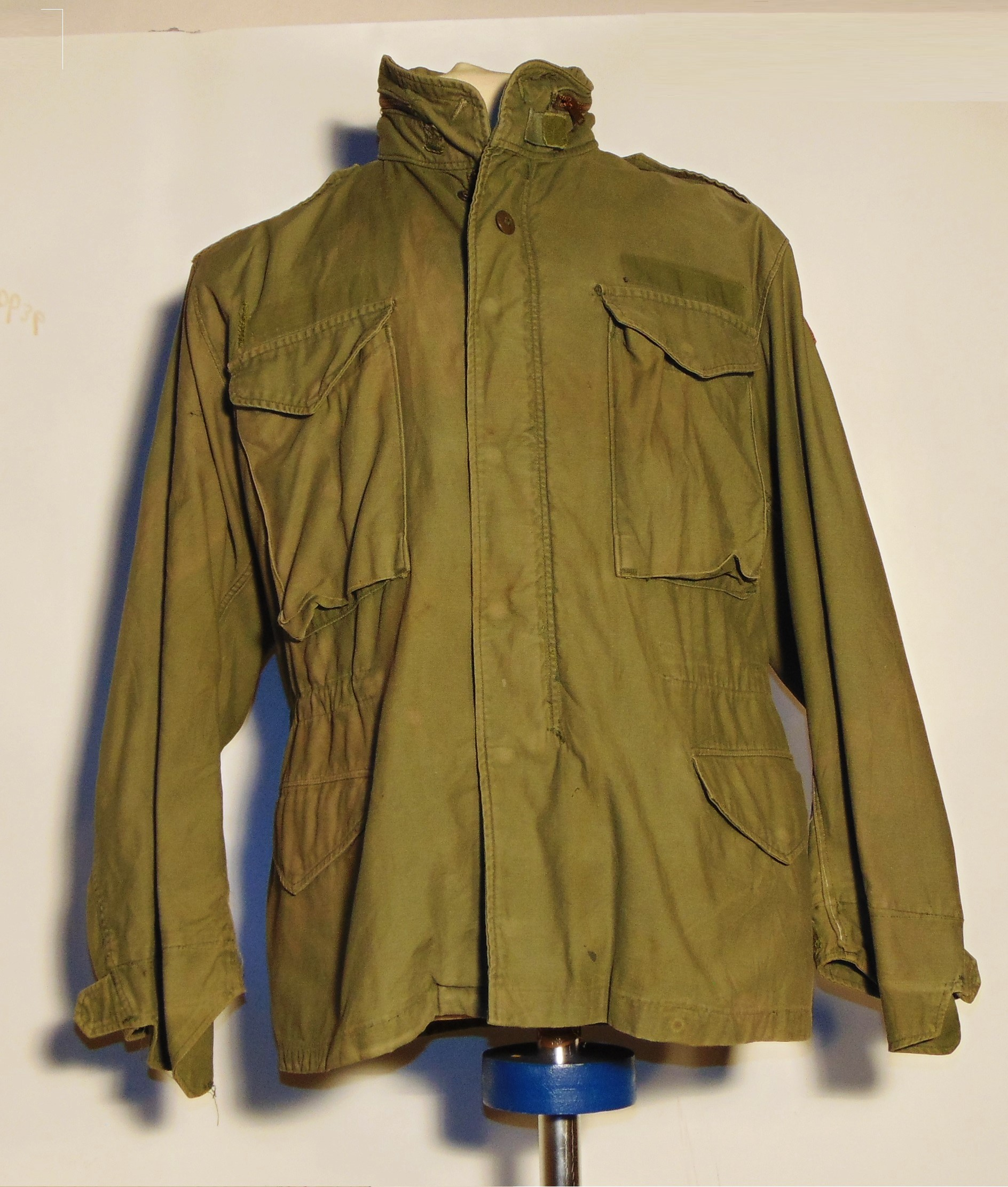
M65

M65（英: M-1965 field jacket）は、アメリカ軍によって用いられた戦闘服（野戦用ジャケット）。
仕様番号MIL-DTL-43455にて規定される。正式呼称はCOAT, COLD WEATHER, FIELD。一般的にM-65フィールド「ジャケット」と呼ばれているが、アメリカ軍MIL規格上の呼称は「コート」である。
本モデルは朝鮮戦争で使用されたM-51フィールドジャケットの後継として開発され、2008会計年度に発注されたM-65の軍への納入が完了するまで実に40年以上にわたってアメリカ軍の現用モデルであり続けた。特に湾岸戦争では夜間、砂漠地帯の急激な冷え込みに対応するため、多くのM-65が支給され、テレビに登場する指揮官も着用していたため、ベトナム戦争以来多くの人々の目に触れることとなった
主にアメリカ軍及びアメリカ沿岸警備隊などによって用いられたが、南ベトナム軍や韓国軍などアメリカの支援する国々の兵士達にも少数ながら支給され着用された例がある。非公式に戦闘地域で用いられた例は後述する。

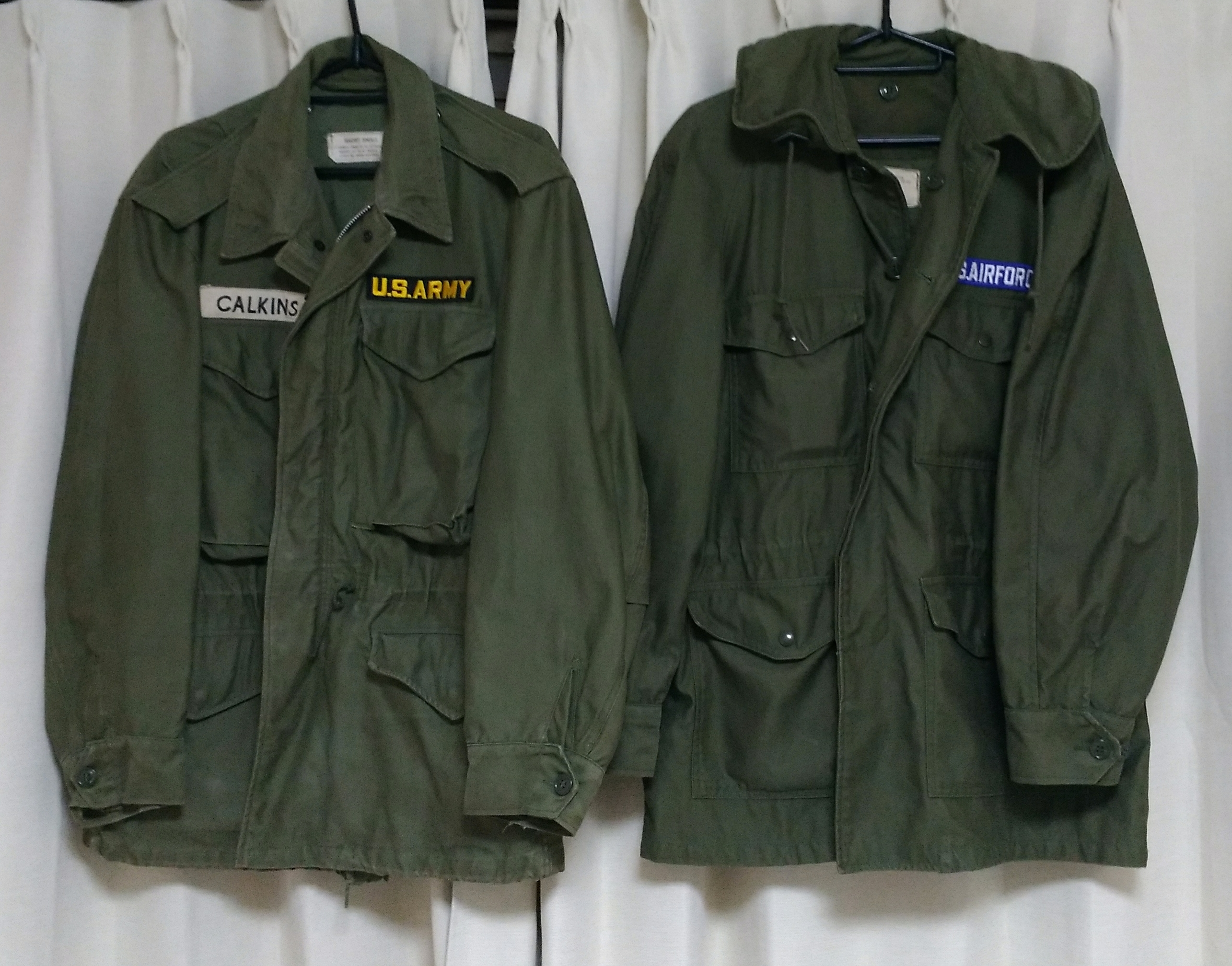
M-65の原型とされるM-51とUSAFフィールドジャケット

M-43の洗練されたジャケットスタイル、M-50のライナー統合システム、USAFフィールドジャケット（キャトルジャケット）の襟内蔵フードを継承・統合したM-65のデザインは他のモデルにも強い影響を与え、アメリカ軍のみならず、NATOなど周辺国の戦闘服でも類似するデザインを採用している例が多くある。日本においても自衛隊の防寒戦闘服外衣の上衣は、襟に収納するフードなど外観はM-65に強く影響されていることがうかがえる。

## M-65の特徴

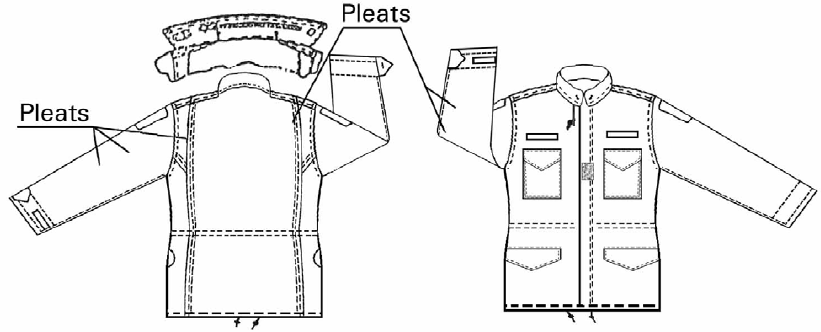
M-65リビジョンK

M-65は前の採用モデルであるM-51を継承しており、両者は類似している部分も多い。M-51からの主な変更点は
- 生地がコットン100%からナイロンとの混紡になった[1]
- 襟の意匠が変更され、簡易フードが付加されるようになった
- ボタン留めだった襟と袖口がマジックテープ留めに変更された
- 袖口に折り込み可能な角形のフラップが付けられた[2]
- 肩の後ろにプリーツが追加された
- 腰の引き紐の出口が外側から内側に変更された
- 脱着式のライナーが片面パイルからキルトに変更された

などがある。
1960年代以降、いくつかのバージョンが多数の企業によって製造されている。
軍への納入実績のある主な製造会社には、MA-1フライトジャケットで有名なアルファ・インダストリーズの他にSO-SEW STYLES、Golden MFG、WINFIELD MFG、アメリカンアパレル等があるが、これ以外にも多数の民間アパレルメーカーが契約納入している。また、契約会社と製造会社がそれぞれ異なる二つの社名がラベルに記された物もあり、繁忙期には受注を取りすぎた会社が手の空いている会社に仕事を回していた事がうかがえる。他に軍の需品製造部門であるDefense Personnel Support Centerで製作された物もあり、民間企業で製造された物とはコントラクトナンバーが異なる。
製造会社によって、細部の違いはあるものの、正式納入された製品の表地は主にコットン:ナイロン=50:50混紡のサテン。この丈夫な素材の組み合わせはナイロンコットン、NYCO（ナイコ）と呼ばれ、ナイロンの特徴である速乾性と耐久性、綿の特徴である難燃性と吸湿性を兼ね備えた生地となっており、当時、軍用の衣服に多用された。コットンオックスフォード生地の裏地がついており、見た目よりもジャケットに重量感がある。裏地は1980年頃からは鉤裂きなどの小さな破れが広がりにくいよう格子状にナイロン繊維が織り込まれたコットンリップストップ生地が、1999年頃からはコットンナイロンオックスフォード生地が使われたモデルも製造されている。
生地はオリーブグリーン色（OG-107）をはじめとして、ウッドランド迷彩柄（M-81）、デザート迷彩柄（3C）、ユニバーサル迷彩柄（UCP）などの迷彩柄なども採用・製造された。1965年頃から1991年頃までオリーブグリーン色を製造。1982年頃から2005年頃までウッドランド迷彩柄を製造。1989年頃から2005年頃までデザート迷彩柄を製造。更に2006年頃と2008年頃にはユニバーサル迷彩柄が製造されている。
生地表面にQuarpelという撥水加工が施されているため、ベトナム戦争の際、兵士達が南ベトナムの高地で、スコールの後の寒さなどをしのぐのに、役に立ったと広く語られているが、実際には着用や洗濯を繰り返すうちに容易にその効果は失われてしまうため、基本的には雨天向きの衣料ではない。
1966会計年度に発注された最初期モデルはショルダーループが省略されているが、すぐに復活採用された。なお、ユニバーサル迷彩柄のモデルでは再び省略されることとなる。ショルダーループの有無はM-65を分類する上で使用されることがあり、このことについては後述する。
肩の後ろの背中の部分にはアクションプリーツと呼ばれるひだ構造を設け布に余裕を持たせており、更に肘の部分にもプリーツを設け立体的にすることで、腕の取り回しがし易いように設計されている。
袖にはマジックテープで固定するカフストラップが付けられている。当初はカフストラップで絞る際に、袖口を内側に折りたたみやすいようマチが設けられていたが、1970年頃以降のモデルでは省略されている。また、袖には三角のフラップ状の折り込み生地がつき、袖の内側に折り込みマジックテープで固定できるようになっている。これも1999年頃以降のモデルでは省略されている。
裾と腰の部分にはドローストリングと呼ばれる紐が取付けられている。引っ張ることで身頃を体に密着させ、ばたつきを抑えたり、風の侵入を防ぐことができるようになっている。腰のドローストリングはコットン製のもの、裾の部分には腰と足の動作を阻害しないようにゴムひもが取付けられている。
フロント部分はファスナーとスナップボタンの両方で閉じるようになっている。ファスナーは大型のものが使われ、引手に紐が装着されており、グローブを装着したままでも、使い易いように考慮されている。
1971年頃までの初期納入分は主にアルミ製ファスナーが用いられていたが、柔らかい金属であるアルミは耐久性や酸化すると開閉しづらくなる問題があり、真鍮製ファスナーに変更された。1982年頃のモデルからは、塩害の防止、軽量化、金属部の消音効果を期待して、プラスチック製ファスナーのものが製造されるようになった。真鍮製からプラスチック製への移行期には、フロントが真鍮製、襟がプラスチック製のモデルも製造されている。ファスナーの種類はM-65を分類する上で使用されることがあり、このことについては後述する。
ポケットは大型のものが胸部左右に1つずつ、腰部左右に1つずつの計4つ備え付けられている。これはM-43以降共通の意匠となっている。それぞれのポケットにはフラップがあり、金属製のスナップボタンで閉じられるようになっている。胸側のポケットはマチ付き、腰側のポケットは開口部が玉縁仕上げとなっている。
フロント部とポケットのスナップボタンは全て見返し側のみに打ち込まれており、金属部が本体の表面に露出しないようになっている。
パッチ類は直接縫い付ける形だったが、ACUではマジックテープで取りつける形になったのに合わせて、ユニバーサル迷彩柄のモデルでも前立て、両胸ポケット上、両肩にマジックテープのメス（ループ面）が追加されている。

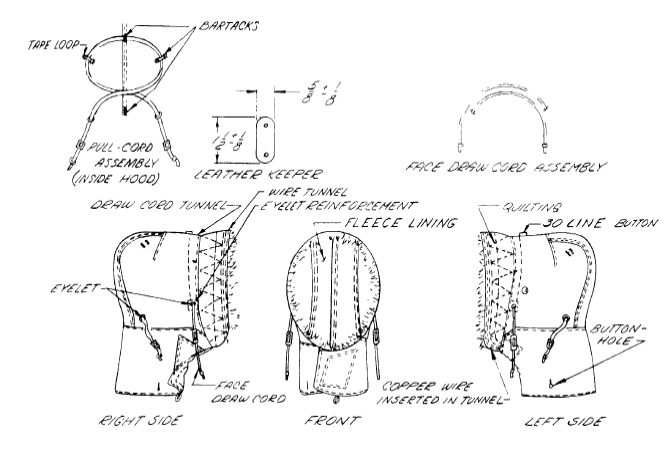
M-65フード

襟は立襟の意匠が採用されている。襟にはマジックテープで固定するチンストラップが付けられており、襟を立て固定することで首元から寒気が侵入することを防ぐこともできるが、通常は折り開いて着用されることが多い。また、襟の背面にあるファスナーの中にはフードが収納されている。フードはナイロンコットンオックスフォード生地で、接続部は伸縮性のあるナイロンニットになっている。ドローストリングがつけられており、引っ張ることで頭部との密着度を調節することできる。極寒地では別に、M-65シェルパーカと共用のファーの付いた厚手のフードを襟に装着できるようにボタンホールとボタンが用意されており、通常は使用されない襟の周りのボタンホールとボタンはその際に使われるが、デザート迷彩柄ではロットによりこのボタンホールとボタンが省略されたモデルも存在する。
本体の内側には防寒用ライナーを固定するためのボタンがついており、ライナーを装着することで、より厳寒な環境に対応できるように設計されている。ライナーは仕様番号MIL-L-43536にて規定。正式呼称はLINER, COLD WEATHER COATである。オリーブグリーン色、ウッドランド迷彩柄、デザート迷彩柄のモデルのライナーは共通でオリーブグリーン色（OG-106）。ユニバーサル迷彩柄のモデルのライナーはフォリッジグリーン色になる。袢纏のような形状をしており、腋の部分が袖と完全に繋げられておらず空いている。ナイロンリップストップ生地にポリエステル綿をダンベルパターンにキルティングしたもので、M-51のライナーと比較すると、とても軽量である。1987年頃のモデルからはECWCSの一部として流用されることを想定して、単体でも着用しやすいよう、フロント部を閉じて固定するためのボタンが追加されている。
サイズは胸囲に合わせてX-Small、Small、Medium、Large、X-Largeの5種類、身長に合わせて各々のサイズ毎にX-Short、Short、Regular、Longの4種類がある。X-LargeにはLongの設定が無く、Large、X-LargeにはX-Shortの設定が無い。より多様な体格に対応する為、オリーブグリーン色以外にはX-LargeにLongが設定された。更にウッドランド迷彩柄とユニバーサル迷彩柄に限りSmall、MediumにはXX-Shortが、Medium、Large、X-Large、XX-LargeにはX-Longが、さらにLargeにはXX-Longが追加された。
ライナーのサイズはX-Short-X-Small、X-Short-Small、X-Short-Medium、X-Small、Small、Medium、Large、X-Largeの8種類。X-Shortを除くすべての身長サイズ共通で、胸囲サイズ毎のバリエーションになっている。
ジャケット単体で1.5kgから2kg程度の重さがある。
当初M-65の仕様番号はMIL-C-43455であったが、1994年頃にMIL規格が改訂され、新規（Military Performance Specifications）のものは仕様番号MIL-PRF、従来（Military Detail Specifications）のまま維持するものは仕様番号MIL-DTLに変更されることとなり、それに合わせてMIL-DTL-43455に変更された。また、当初の呼称はCOAT, MAN'S, FIELD, M-65であったが、1971年頃からはCOAT, COLD WEATHER, MAN'S FIELDに、1978年頃からはCOAT, COLD WEATHER, FIELDに変更された。

## 非公式での着用
非正規軍などにおいて軍用として戦場で着用されることがある。
アメリカ同時多発テロ事件を首謀したとされるオサマ・ビンラディンは、犯行声明を収めたビデオの中でウッドランド迷彩柄のモデルを着用していた。この他にもイラクの狙撃手アブ・タフシン・サルヒや、南米、中東、アフリカの民兵、テロリストグループなどが着用していた例がある。

## 民間の流通
軍の放出品や不良品、PX品、レプリカ品、コピー品など数多く流通している。
軍の放出品とそれ以外との区別は、内側に縫いつけられたラベルを見るとつけられる。素材や使用法の他に、コントラクトナンバーが記載されている。これによって、発注機関、契約年などが分かるようになっている。近年ではラベルと共にコントラクトナンバーの記載されたバーコードも添付されている。しかしながらこのラベル自体もそのままコピーされている場合もあり、見分けることが困難な場合もある。また、不良品は軍の放出品と全く同じラベルがつけられており、ペンなどで不合格を表わす印をつけられていることもあるが、ないものは区別が困難である。

## M-65(OG-107)のコレクター分類
M-65の仕様は1965年から2007年までの間に20回以上改訂されているが、それとは別にいわゆる古着／ミリタリーコレクターにおいて大まか4つに分類されることがある。
- ファーストモデル。フロントファスナーがアルミ製でショルダーループがついていないモデル
- セカンドモデル。フロントファスナーがアルミ製でショルダーループがついているモデル
- サードモデル。フロントファスナーが真鍮製のモデルで、ファースト・セカンドに比べタイトなサイズに変更された。
- フォースモデル。フロントファスナーがプラスチック製のモデル

上記の分類に加えて、1968年頃から1972年頃に製造された裏地がセージグリーン色（SHADE 509）のモデルは、グレーライニングと呼ばれることがある。

## 軍事目的以外での使用

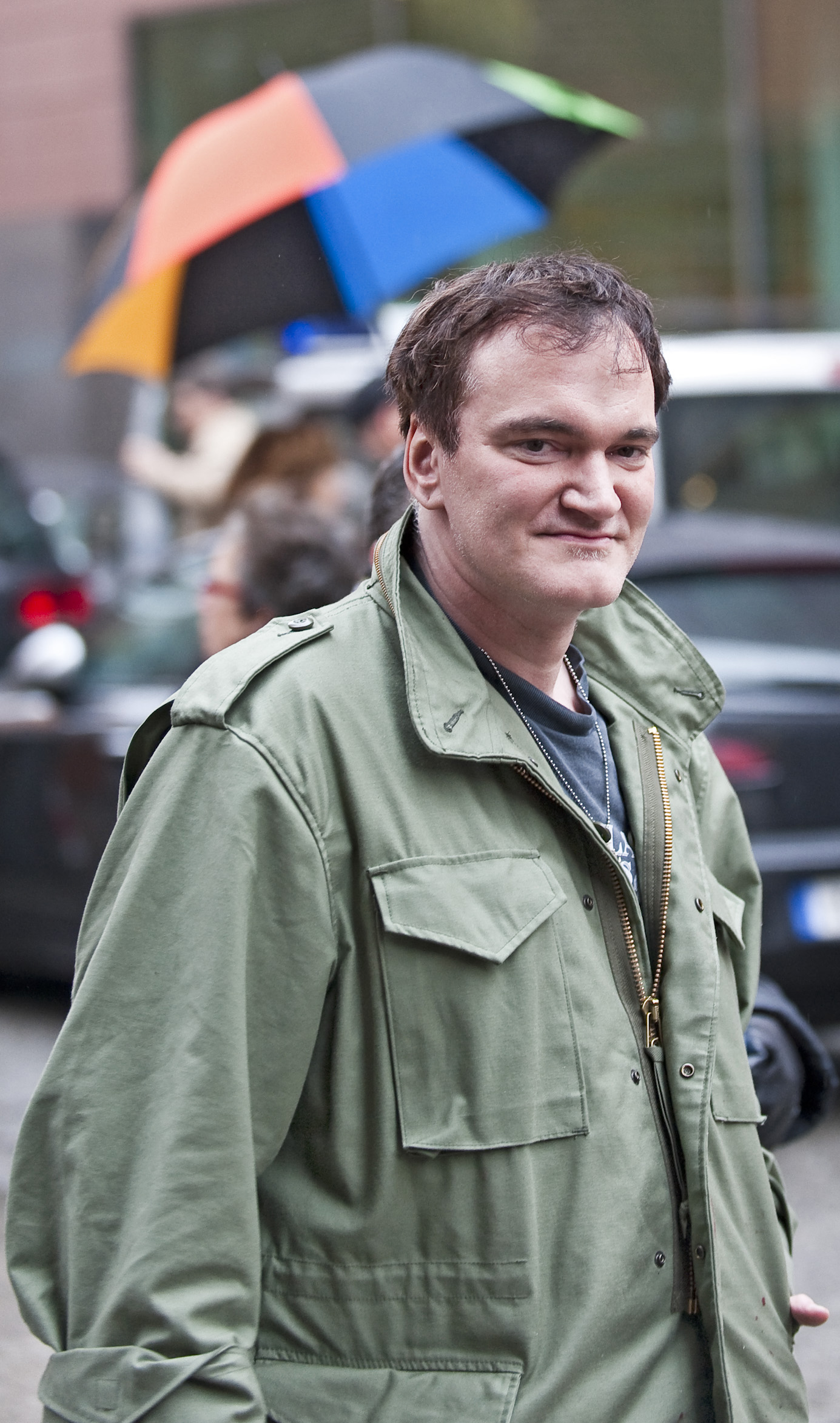
映画監督のクエンティン・タランティーノ

近年では軍用のみならず、カジュアルファッションのアウターとしても一般化している。日本では俳優の高倉健やタレントの所ジョージ、浜田雅功、木村拓哉などが愛用していることが知られている。
また、野外作業の際にも用いられる事があり、写真家のラリー・バローズや反捕鯨団体シーシェパード設立者のポール・ワトソン、アウトドアスポーツの愛好家やオートバイのライダーが着用している様子がしばしば見受けられる。
ファッションブランドがジャケットを製作する際のデザインソースに使うことも多い。M-65をデザインソースに使ったジャケットはイタリアのアスペジが有名だが、ブランドによっては一見するとオリジナルが分からないほどにデザイン化されたものもある。

## 映像作品におけるM-65
- 1973年の映画『セルピコ』：アル・パチーノ演じるフランク・セルピコがオリーブグリーン色のモデルを着用している。
- 1974年の映画『激突! 殺人拳』：千葉真一演じる主人公・剣琢磨がアルミジッパーでオリーブグリーン色のモデルを、天津敏演じる抜刀術の剣豪と対する時に着用している。
- 1975年のテレビドラマ『赤い疑惑』（TBS系）：三浦友和演じる相良光夫がオリーブグリーン色でアルミ製ファスナーのモデルを着用。
- 1976年の映画『タクシードライバー』：ロバート・デ・ニーロ演じるトラヴィス・ビックルがオリーブグリーン色のショルダーループ付でファスナーがアルミ製のモデルを着用している。左袖にはキングコングの刺繍の入ったパッチが縫いつけられており、これは所属していた架空の海兵隊偵察部隊のチームパッチという設定。右胸にはチームパッチと、"We Are The People"と書かれた選挙キャンペーン用缶バッジが付けられている。
- 1977年の映画『チェイサー』：アラン・ドロン演じるグザヴィエがオリーブグリーン色でアルミ製ファスナーのモデルを着用している。
- 1978年の映画『ジョーズ2』：ロイ・シャイダー演じるマーティン・ブロディがオリーブグリーン色のモデルを着用している。
- 1979年の映画『クレイマー、クレイマー』：ダスティン・ホフマン演じるテッド・クレイマーがオリーブグリーン色のものを着用している。
- 1979年の映画『俺達に墓はない』：松田優作演じる島勝男がオリーブグリーン色のものを終始着用している。
- 1979年の映画『エクスタミネーター』：ロバート・ギンティ演じるジョンがオリーブグリーン色のモデルを着用している。
- 1980年の映画『マイ・ボディガード』：アダム・ボールドウィン演じるリッキー・リンダーマンがオリーブグリーン色のモデルを着用している。
- 1980年の映画『摩天楼ブルース』：ジャン＝マイケル・ヴィンセント演じるトミーがオリーブグリーン色のモデルを着用している。
- 1981年の映画『駅 STATION』：高倉健演じる三上英次が黒色のモデルを着用している。
- 1981年の映画『ミッドナイトクロス』：ジョン・トラボルタ演じるジャック・テリーが茶色とネイビー色の2種類のモデルを着用している。
- 1982年の映画『ランボー』：シルヴェスター・スタローン演じるベトナム帰還兵ジョン・ランボーが戦友を訪ねる時にオリーブグリーン色で真鍮製ファスナーのモデルを着用。胸には星条旗と「U.S.ARMY」の徽章が縫いつけられている。これはWynn Industries社の撮影用ワンオフ品[7]。
- 1983年の映画『フラッシュダンス』：ジェニファー・ビールス演じるアレックス・オーウェンズがオリーブグリーン色でアルミ製ファスナーのモデルを着用。ショルダーループが切られている。監督のエイドリアン・ラインも撮影中にM-65を着用していた[8]。
- 1984年の映画『ターミネーター』：アーノルド・シュワルツェネッガー演じるターミネーターがグレーのモデルを着用。冒頭場面で不良青年から奪ったもので、左肩には鎖が巻かれ、襟、右肘、背中に革の当て布とスタッズが散りばめられている。
- 1985年の映画『イヤー・オブ・ザ・ドラゴン』：ミッキー・ローク演じるスタンリー・ホワイトがオリーブグリーン色のモデルを着用している。
- 1985年の映画『L.A.大捜査線/狼たちの街』：ウィリアム・L・ピーターセン演じるリチャード・チャンスがオリーブグリーン色のモデルを着用している。
- 1985年の映画『プロテクター』：ジャッキー・チェン演じるビリー・ウォンがマルーン色とベージュ色のモデルを着用している。
- 1985年の映画『死霊のえじき』：ローズ大尉がエポレットに大尉の階級章を縫い付けたアルミジッパーでオリーブグリーンのモデルを着用。
- 1986年の映画『シカゴ・コネクション/夢みて走れ』：グレゴリー・ハインズ演じるレイ・ヒューズがオリーブグリーン色のモデルを着用している。
- 1987年の映画『バタリアン2』：ジェームズ・カレン演じるエドがオリーブグリーン色のモデルを着用している。
- 1988年の映画『ランボー3/怒りのアフガン』：シルヴェスター・スタローン演じるジョン・ランボーがエンディングでオリーブグリーン色のモデルを着用している。
- 1988年の映画『ブラッド・スポーツ』：ジャン＝クロード・ヴァン・ダム演じるフランク・ダックスがエンディングでオリーブグリーン色のモデルを着用している。
- 1989年のテレビドラマ『小京都ミステリー』（日本テレビ系）：船越英一郎演じる山本克也がオリーブグリーン色のモデルを着用している。
- 1990年の映画『ジェイコブス・ラダー』：ティム・ロビンス演じるジェイコブ・シンガーがオリーブグリーン色のモデルを着用している。
- 1991年のテレビドラマ『もう誰も愛さない』（フジテレビ系）：薬丸裕英演じる牧村通が緑色系を着用。
- 1991年の映画『ハード・ウェイ』：マイケル・J・フォックス演じるニック・ラングがオリーブグリーン色のモデルを着用している。
- 1993年の映画『トゥルー・ロマンス』：クリスチャン・スレーター演じるクラレンス・ウォリーがオリーブグリーン色のモデルを着用。左肩にアメリカ軍のAIRBORNEタブと兵長の階級章がつけられている。
- 1993年の映画『逃亡者』：ハリソン・フォード演じるリチャード・キンブルがオリーブグリーン色のモデルをポスター上でのみ着用している。
- 1994年のテレビドラマ連続テレビ小説『ぴあの』（NHK大阪）：河島英五演じる安田豊彦が緑色系を着用。
- 1995年の映画『バスケットボール・ダイアリーズ』：レオナルド・ディカプリオ演じるジム・キャロルがオリーブグリーン色のモデルを着用している。
- 1996年の映画『キッズ・リターン』：モロ師岡演じるハヤシ（ジムの先輩）が緑色系を着用。
- 1996年の映画『コーリャ 愛のプラハ』：ズデニェク・スヴェラーク演じるフランティ・ロウカがオリーブグリーン色のモデルを着用している。
- 1999年の映画『ゴースト・ドッグ』：フォレスト・ウィテカー演じるゴースト・ドッグが黒色のモデルを着用している。
- 1999年のテレビドラマ『フリークス学園』：リンダ・カーデリーニ演じるリンジー・ウィアーがオリーブグリーン色のモデルを着用している。
- 2000年のテレビドラマ『ギルモア・ガールズ』：スコット・パターソン演じるルーク・デーンズがオリーブグリーン色でアルミ製ファスナーのモデルを着用している。
- 2001年の映画『ホタル』：高倉健演じる山岡秀治が黒色のモデルを着用している。
- 2002年の映画『害虫』：宮崎あおい演じる北サチ子が中学校の制服の上からオリーブグリーン色のモデルを着用している。
- 2002年の映画『最'狂'絶叫計画』：チャーリー・シーン演じるトムがオリーブグリーン色のモデルを着用している。
- 2004年のテレビドラマ『プライド』（フジテレビ系）：木村拓哉演じる里中ハルが黒色で背中に30個の星の刺繍が施されたモデルを着用。これはジェネラルリサーチというドメスティックブランドのもの。
- 2004年のテレビドラマ『仮面ライダー剣』（テレビ朝日系）：天野浩成演じる橘朔也（仮面ライダーギャレン）が黒色のモデルを着用している。
- 2004年の映画Dead Man's Shoes（英語版）：パディ・コンシダイン演じるリチャードがオリーブグリーン色でアルミ製ファスナーのモデルを着用している。
- 2005年の映画『単騎、千里を走る。』：高倉健演じる高田剛一が黒色のモデルを着用している。
- 2005年のテレビドラマ『スーパーナチュラル』：ジェンセン・アクレス演じるディーン・ウィンチェスターが黒色とオリーブグリーン色のモデルを着用している。
- 2005年の映画『すべてはその朝始まった』：ヴァンサン・カッセル演じるラロシュがオリーブグリーン色のモデルを着用している。
- 2006年のテレビドラマ『ウルトラマンメビウス』（毎日放送系）：石川真演じるセリザワ・カズヤ（ハンターナイト ツルギ）が黒色のモデルを着用している。
- 2006年のテレビドラマ『たったひとつの恋』（日本テレビ系）：亀梨和也演じる神崎弘人がオリーブグリーン色のモデルを着用。これはwjkというドメスティックブランドが2006年秋冬にリリースしたもので、モデル名をM66としている。
- 2006年の映画『デジャヴ』：ジム・カヴィーゼル演じるキャロル・オースタッドがオリーブグリーン色でプラスチック製ファスナーのモデルを着用している。
- 2007年の映画『ロッキー・ザ・ファイナル』：シルヴェスター・スタローン演じるロッキー・バルボアが使い込まれた様子の黒色のモデルを着用。常時襟は寝かせてあり、下に着用したパーカーのフードを外に出していた。また劇中でポケットを探りながら「カンガルーのポケットみたいだ」と話すシーンがある。
- 2008年の映画『ランボー/最後の戦場』：シルヴェスター・スタローン演じるジョン・ランボーがエンディングでオリーブグリーン色のモデルを着用している。
- 2009年の映画『あなたは私の婿になる』：ライアン・レイノルズ演じるアンドリュー・パクストンがオリーブグリーン色のモデルを着用している。
- 2009年のテレビドラマ『東京DOGS』（フジテレビ系）：水嶋ヒロ演じる工藤マルオがオリーブグリーン色のモデルを着用。これはAKMというドメスティックブランドのもの。
- 2010年のテレビドラマ『僕が教えるアメリカ成功術（英語版）』：ブライアン・グリーンバーグ演じるベン・エプスタインがオリーブグリーン色で真鍮製ファスナーのモデルを着用している。
- 2011年の映画『デス・リベンジ2』：ドルフ・ラングレン演じるグレンジャーがオリーブグリーン色のモデルを着用している。
- 2011年の映画『ピザボーイ 史上最凶のご注文』：ジェシー・アイゼンバーグ演じるニック・デイビスがオリーブグリーン色のモデルを着用している。
- 2011年の映画『キラー・エリート』：ジェイソン・ステイサム演じるダニー・ブライスが黒色のモデルを着用。これはバズリクソンズというレプリカブランドのもの。
- 2011年のテレビドラマ『私が恋愛できない理由』（フジテレビ系）：田中圭演じる長谷川優がオリーブグリーン色のモデルを着用している。
- 2014年のテレビドラマ『天誅〜闇の仕置人〜』（フジテレビ系）：京本政樹演じる松田竜次が私服時に緑色系（一部に光り物の装飾リメイク）を着用。
- 2014年のテレビドラマ『HERO（第2期）』（フジテレビ系）：木村拓哉演じる久利生公平がタイガーストライプで背中に十字架が描かれたモデルを着用。これはヒステリックグラマーというドメスティックブランドのもの。
- 2014年の映画『ネイバーズ』：ザック・エフロン演じるテディ・サンダースが1976年の映画『タクシードライバー』のトラヴィス・ビックルのコスプレをする際にオリーブグリーン色のモデルを着用している。
- 2015年の映画『ピース オブ ケイク』：綾野剛演じる菅原京志郎がオリーブグリーン色のモデルを着用している。
- 2015年の映画『クリード チャンプを継ぐ男』：シルヴェスター・スタローン演じるロッキー・バルボアが黒色のモデルを着用している。
- 2015年のテレビドラマ『青春探偵ハルヤ〜大人の悪を許さない!〜』（読売テレビ系）：玉森裕太演じる浅木晴也がオリーブグリーン色のものを着用している。
- 2016年の映画『ピクセル』：ジョシュ・ギャッド演じるラドロー・レイモンソフがオリーブグリーン色のモデルを着用している。
- 2016年の映画『アイアムアヒーロー』：長澤まさみ演じる藪（小田つぐみ）がオリーブグリーン色のモデルを着用している。
- 2016年の映画『何者』：菅田将暉演じる神谷光太郎がオリーブグリーン色でアルミ製ファスナーのモデルを着用。左肩にアメリカ軍第3機甲師団の部隊章がつけられている。
- 2018年の映画『ホワイト・ボーイ・リック』：リッチー・メリット演じるリチャード・ウェルシュ・Jr（英語版）がオリーブグリーン色のモデルを着用している。
- 2019年の映画『ワイルド・スピード/スーパーコンボ』：ジェイソン・ステイサム演じるデッカード・ショウがオリーブグリーン色のモデルを着用している。
- 2019年の映画『ランボー ラスト・ブラッド』：シルヴェスター・スタローン演じるジョン・ランボーがオリーブグリーン色のモデルを着用している。
- 2019年の映画『ゾンビランド:ダブルタップ』：ジェシー・アイゼンバーグ演じるコロンバスがオリーブグリーン色のモデルを着用している。
- 2020年の映画『MINAMATA-ミナマタ-』：ジョニー・デップ演じる写真家のユージン・スミスが、オリーブグリーン色でアルミジッパーのモデル（セカンドモデル）を着用。但し、実在のユージン・スミスはM-65ではなくM-51を着用していた。
- 2020年の韓国映画『ただ悪より救いたまえ』(原題=다만 악에서 구하소서)：ファン・ジョンミン演じる主人公がオリーブグリーン色のものをクライマックスの対決シーンで着用している。

## 一覧

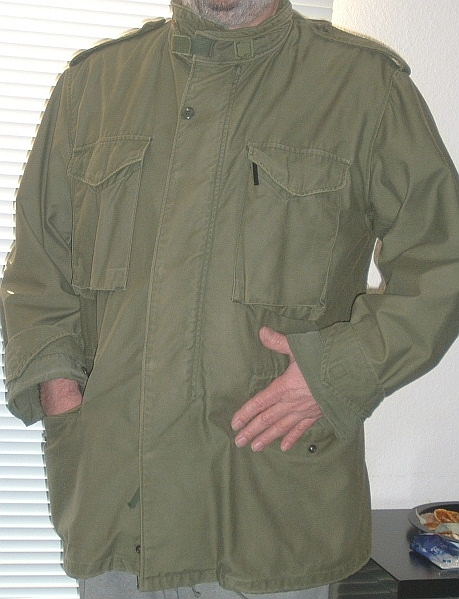
OG色のM-65
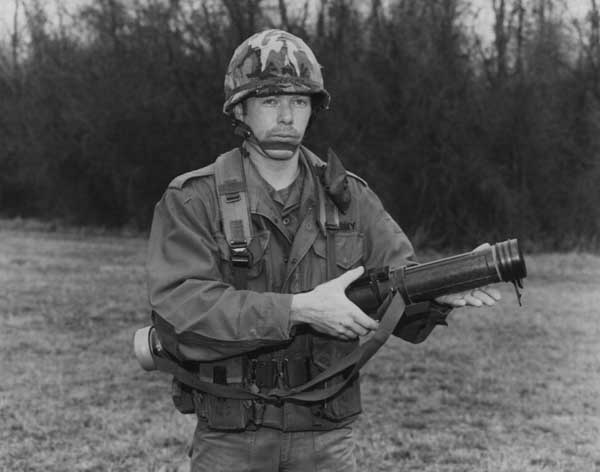
フィールドジャケットの上に弾帯とサスペンダーを装着した状態
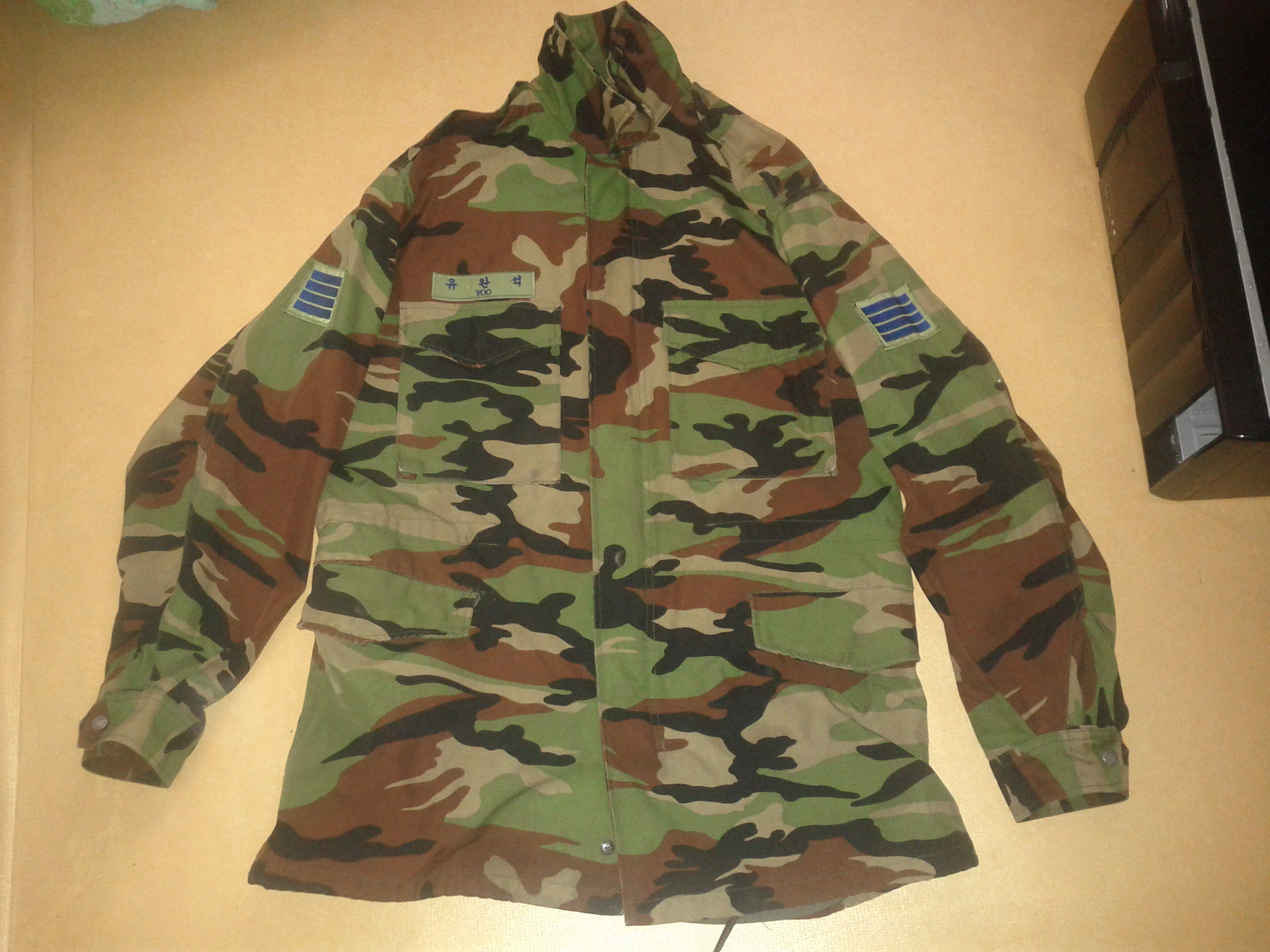
韓国のM-65前側
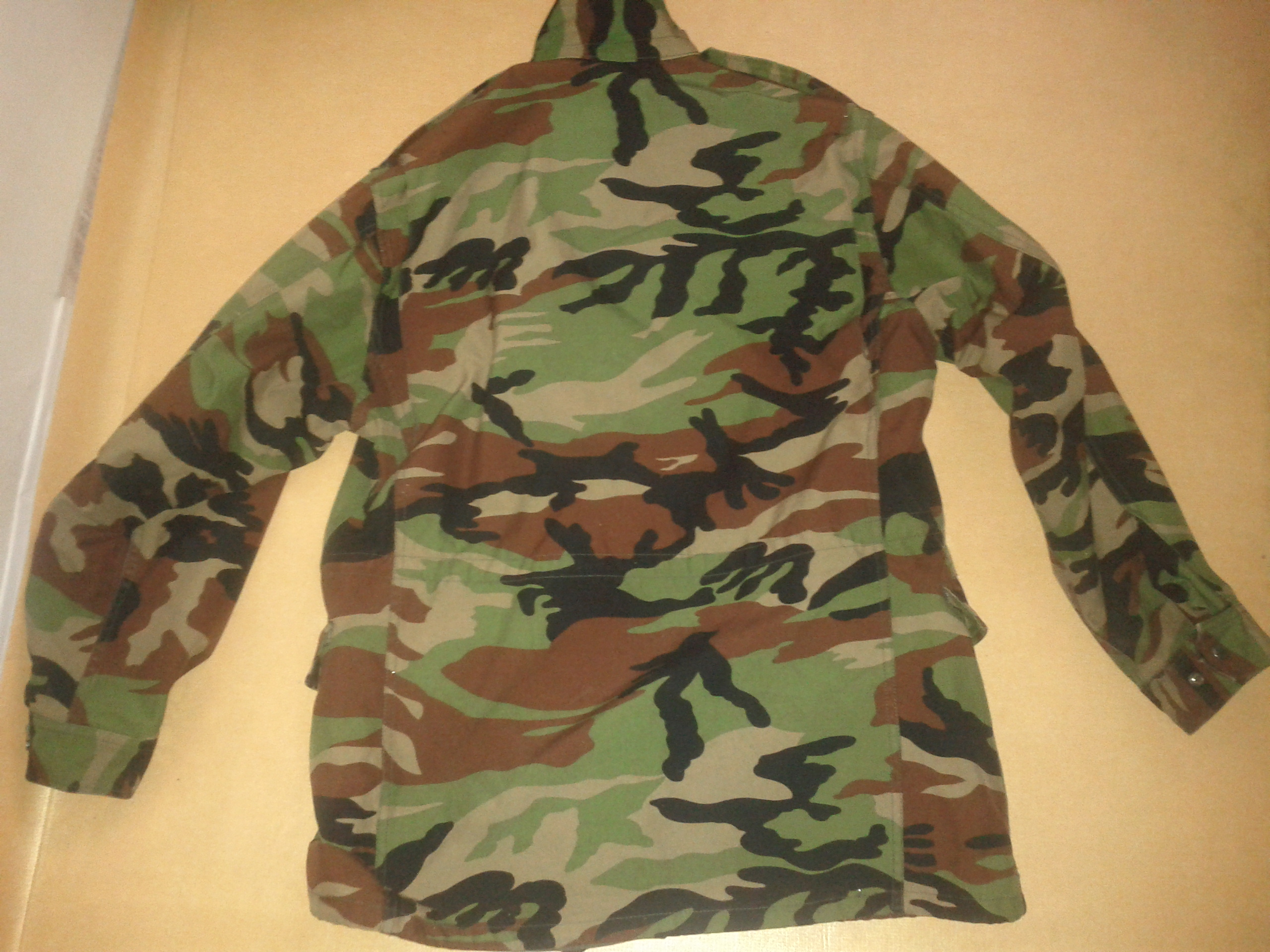
韓国のM-65後側
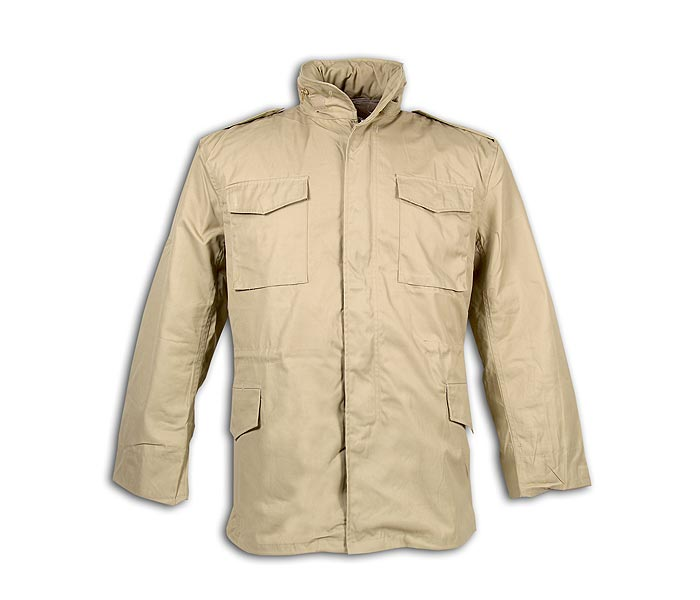
ベージュ色のM-65